# حسن کایا
حسن کایا (انگلیسی: Hasan Kaya؛ زادهٔ ۱۰ نوامبر ۱۹۹۵) بازیکن فوتبال اهل آلمان است.
از باشگاه‌هایی که در آن بازی کرده‌است می‌توان به باشگاه فوتبال آنکاراگوچو اشاره کرد.